# Ferdinand zu Castell-Castell

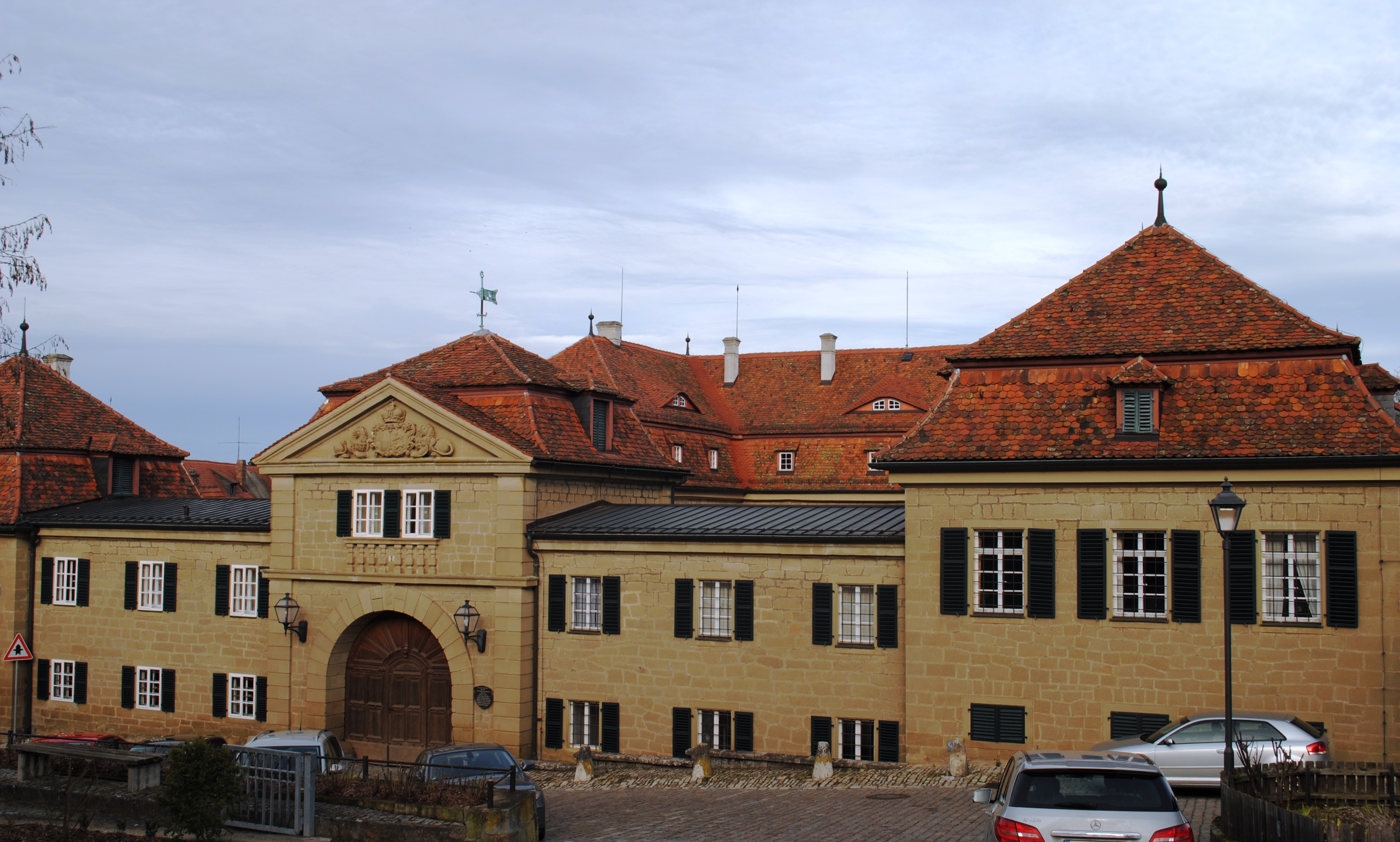
Schloss Castell

Ferdinand Friedrich Carl Fürst zu Castell-Castell (Castell, 20 mei 1965) is hoofd van de linie Castell-Castell en de 4e vorst van Castell-Castell.

## Biografie
Castell-Castell werd geboren als Graf zu Castell-Castell, lid van het geslacht Castell en als zoon van Albrecht zu Castell-Castell (1925-2016), 3e vorst van Castell-Castell, en Marie-Louise Prinzessin zu Waldeck und Pyrmont (1930), telg uit het geslacht Zu Waldeck und Pyrmont. Hij is jurist en landeconoom. Hij is mede-eigenaar en bestuurder van de Fürstlichen Castell'schen Bank, de oudste bank van Beieren en in het bezit van het geslacht Castell. Hij trouwde in 1999 met Marie Gabrielle Gräfin von Degenfeld-Schonburg (1971), boekrestaurator en telg uit het geslacht Von Degenfeld-Schonburg. Hij volgde in 2016 zijn vader op als hoofd van de linie Castell-Castell en als vorst van Castell-Castell.
Uit het huwelijk werden vijf kinderen geboren, onder wie:
- Carl Eduard Ferdinand Michael Rupert Friedrich Gottfried Erbgraf zu Castell-Castell (2001)

Hij en zijn familie bewonen het stamslot van deze linie van het geslacht, Schloss Castell. (Formeel is hij volgens het Duitse naamrecht Graf zu Castell-Castell; volgens familietraditie wordt hij echter aangeduid als Fürst zu Castell-Castell.)